# Петропавловка (Северо-Казахстанская область)
Петропавловка (каз. Петропавловка) — село в Айыртауском районе Северо-Казахстанской области Казахстана. Входит в состав Украинского сельского округа. Код КАТО — 593251600.

## География
Находится примерно в 40 км к юго-западу от села Саумалколь, административного центра района, на высоте 294 метров над уровнем моря. Код КАТО — 593251600.

## Население
В 1999 году население села составляло 239 человек (120 мужчин и 119 женщин). По данным переписи 2009 года, в селе проживало 211 человек (108 мужчин и 103 женщины).